# San Juan Bautista Cuicatlán
San Juan Bautista Cuicatlán là một đô thị thuộc bang Oaxaca, México. Năm 2005, dân số của đô thị này là 9181 người.